# 妖怪之城
《妖怪之城》是Game Boy平台的电子角色扮演游戏，由世田公司开发并于1990年发行。玩家在游戏的迷宫中不断前进，打倒妖怪，推进故事。
游戏杂志《Famicom通信》为游戏打出21分（满分40分）。